# Argenton-sur-Creuse
Argenton-sur-Creuse è un comune francese di 5 394 abitanti situato nel dipartimento dell'Indre nella regione del Centro-Valle della Loira.
Il territorio comunale è bagnato dalla Creuse.

## Società

### Evoluzione demografica
Abitanti censiti

## Amministrazione

### Gemellaggi
- Ulma, dal 1990
- Toko Madji, dal 1990
- Bellona, dal 1997